# Kuramkote, Koratagere
Kuramkote là một làng thuộc tehsil Koratagere, huyện Tumkur, bang Karnataka, Ấn Độ.